# Битлисское сражение
Бой за Битлис (тур. Bitlis Muharebesi) — сражение между русской и турецкой армией во время Первой мировой войны.
Первые военные столкновения под Битлисом, расположенным в современной Турции, произошли в июле 1915 года, когда русские войска предприняли безуспешный штурм укреплённого города.
Второй бой начался в феврале 1916 года и закончился взятием Битлиса русским корпусом, в составе которого был отряд армянских добровольцев под командованием Андраника Озаняна. Город являлся последним защитным пунктом османов, препятствовавшим продвижению русской армии в центральную Турцию и в Месопотамию.

## Описание взятия Битлиса
10 июня 1916 года «Георгия» получил самый известный полководец из осетин, начальник 2-й Кавказской казачьей дивизии генерал-лейтенант Дмитрий Константинович Абациев. За то, что состоя начальником отряда, действующего против города Битлис, взял со вверенными ему войсками 28 января г. Коп, а 29 января овладел штурмом Копскими воротами и затем Лиром, вслед за этим развивая успех и преследуя отступавшего на Битлис противника, несмотря на крайне тяжелые условия, пробился к Битлису и в ночь на 19 февраля начал штурм позиций этого города, и, несмотря на превосходящие силы неприятеля, его отчаянное сопротивление на артиллерийских позициях и даже на улицах, неоднократно подвергая свою жизнь опасности, одержал полную победу, занял Битлис, захватив при этом всю турецкую артиллерию — 20 орудий, командира полка, 40 офицеров, 900 нижних чинов, знамя, артиллерийский склад, 5000 винтовок и много запасов продовольствия.
В марте 1918 года Орден Святого Георгия 3-й степени за ту же операцию был вручён командиру 1-го Черноморского казачьего полка генерал-майору Павлу Николаевичу Шатилову.
В ходе похода погибло большое количество мирных жителей, в основном курдов. Несколько курдских сел были уничтожены.